# Maurice de Féraudy
Dominique Marie Maurice de Féraudy (Joinville-le-Pont, 3 de diciembre de 1859 – París, 12 de mayo de 1932) fue un director, actor y dramaturgo francés.

## Biografía
Nacido en Joinville-le-Pont, Francia, ingresó en la Comédie-Française en 1880, siendo nombrado miembro de la misma en 1887, y permaneciendo en la institución hasta 1929. Féraudy consiguió el éxito gracias a su empleo del humor y a sus actuaciones llenas de alegría. El papel de su vida, que interpretó en 1.200 ocasiones a lo largo de 30 años, y del cual tenía el monopolio, fue el de Isidore Lechat en Los negocios son los negocios, d Octave Mirbeau (1903).
Además de actor y director, Féraudy también escribió numerosas canciones para Paulette Darty, como la célebre Fascination (1901), interpretada más adelante por Suzy Delair o Diane Dufresne.
Maurice de Féraudy falleció en París, Francia, en 1932. Fue enterrado en el Cementerio de Montparnasse. Su hijo fue el también actor Jacques de Féraudy (1886-1971).

## Filmografía
- 1908 : Le mouchoir de Marie, de Maurice de Féraudy y Jean Kolb
- 1908 : Les Vingt-huit Jours de Clairette (director)
- 1910 : La Mort et le Bûcheron
- 1910 : Le Médecin malgré lui, de Émile Chautard
- 1913 : Le Dernier Pardon, de Maurice Tourneur
- 1913 : Monsieur Lecoq, de Maurice Tourneur
- 1917 : Le Clown
- 1919 : L'Ami Fritz, de René Hervil
- 1921 : Blanchette, de René Hervil
- 1922 : Crainquebille, de Jacques Feyder
- 1923 : Le Secret de Polichinelle, de René Hervil
- 1924 : Cousin Pons de Jacques Robert
- 1925 : Le Cœur des gueux, de Alfred Machin
- 1926 : Lady Harrington
- 1927 : Fleur d'amour, de Marcel Vandal
- 1929 : Les Deux Timides, de René Clair
- 1929 : Ça aussi !... c'est Paris, de Antoine Mourre

## Teatro

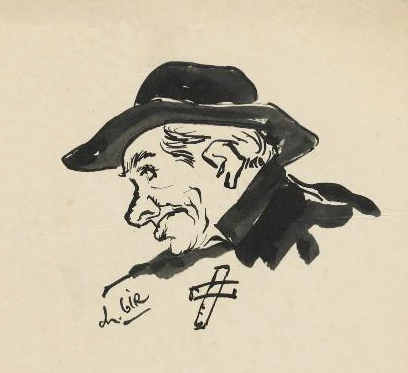
Caricatura de Maurice de Féraudy por Charles Gir

### Carrera en la Comédie-Française
- 1889 : La escuela de los maridos, de Molière
- 1893 : L'Amour brodé, de François de Curel
- 1897 : Mieux vaut douceur et violence, de Édouard Pailleron
- 1902 : La Grammaire, de Eugène Labiche y Alphonse Jolly
- 1902 : La Petite Amie, de Eugène Brieux
- 1902 : L'Autre Danger, de Maurice Donnay
- 1903 : Los negocios son los negocios, de Octave Mirbeau
- 1904 : Le Paon, de Francis de Croisset
- 1906 : Paraître, de Maurice Donnay
- 1906 : Poliche, de Henry Bataille
- 1907 : Chacun sa vie, de Gustave Guiches y Pierre-Barthélemy Gheusi
- 1908 : Les Deux Hommes, de Alfred Capus
- 1908 : Le Foyer, de Octave Mirbeau y Thadée Natanson
- 1910 : Les Marionnettes, de Pierre Wolff
- 1911 : Cher maître, de Fernand Vanderem
- 1913 : L'Embuscade, de Henry Kistemaeckers
- 1914 : Deux Couverts, de Sacha Guitry
- 1915 : Le Mariage forcé, de Molière
- 1920 : Les Effrontés, de Émile Augier
- 1921 : Francillon, de Alexandre Dumas (hijo)
- 1921 : Un enemigo del pueblo, de Henrik Ibsen
- 1921 : Un ami de jeunesse, de Edmond Sée
- 1922 : Le Paon, de Francis de Croisset
- 1922 : Vautrin, de Edmond Guiraud a partir de Honoré de Balzac
- 1922 : Les Grands Garçons, de Paul Géraldy
- 1923 : Poliche, de Henry Bataille
- 1926 : Le Bonheur du jour, de Edmond Guiraud, Teatro del Odéon
- 1929 : Le Marchand de Paris, de Edmond Fleg